# Mariano Aquino
Mariano Aquino (ur. 6 lipca 1969) – guamski judoka. Olimpijczyk z Seulu 1988, gdzie zajął dwudzieste miejsce w wadze półśredniej.
Uczestnik mistrzostw świata w 1987 roku.

## Letnie Igrzyska Olimpijskie 1988
| Konkurencja | Eliminacje               | Klas. końcowa |
| Konkurencja | Przeciwnik I             | Miejsce       |
| ----------- | ------------------------ | ------------- |
| 78 kg       | Hisham Al-Sharaf (KUW) P | 20.           |